# Myopsyche miserabilis
Myopsyche miserabilis là một loài bướm đêm thuộc phân họ Arctiinae, họ Erebidae.